# Martin Schützenauer
Martin Schützenauer (Viena, 25 de junio de 1962) es un deportista austríaco que compitió en bobsleigh y atletismo.
Ganó una medalla de plata en el Campeonato Mundial de Bobsleigh de 1995 y tres medallas en el Campeonato Europeo de Bobsleigh entre los años 1995 y 1999.
Participó en cuatro Juegos Olímpicos de Invierno, entre los años 1992 y 2002, ocupando el sexto lugar en Lillehammer 1994 y el séptimo en Salt Lake City. Además, compitió como atleta en los Juegos Olímpicos de Atlanta 1996.

## Palmarés internacional

### Bobsleigh
| Campeonato Mundial | Campeonato Mundial    | Campeonato Mundial | Campeonato Mundial |
| Año                | Lugar                 | Medalla            | Prueba             |
| ------------------ | --------------------- | ------------------ | ------------------ |
| 1995               | Winterberg (Alemania) | Medalla de plata   | Cuádruple          |
| Campeonato Europeo |                       |                    |                    |
| Año                | Lugar                 | Medalla            | Prueba             |
| 1995               | Altenberg (Alemania)  | Medalla de plata   | Cuádruple          |
| 1998               | Igls (Austria)        | Medalla de plata   | Cuádruple          |
| 1999               | Winterberg (Alemania) | Medalla de bronce  | Cuádruple          |